# École normale supérieure de Cachan

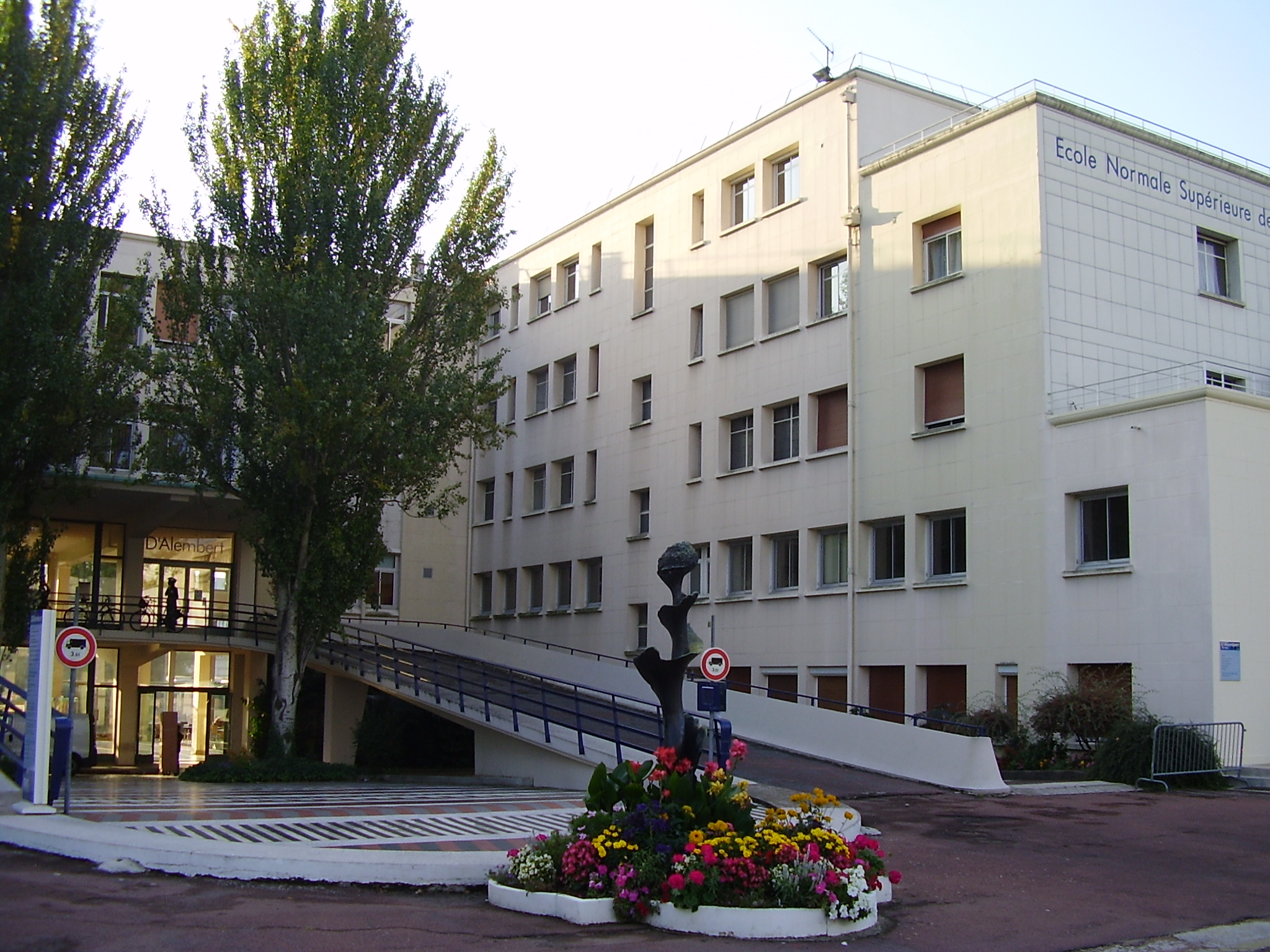
École normale supérieure de Cachan

De École normale supérieure de Cachan (ENS Cachan, ook wel École normale supérieure Paris Saclay, ENS Paris Saclay) is een Franse onderwijs- en onderzoekinstelling in Cachan. De ENS Cachan is een leerschool voor onderzoekers en docenten, waarbij de nadruk ligt op vrijheid in het curriculum.
In Frankrijk bestaan twee andere grandes écoles met de naam École normale supérieure, gelegen in Parijs en Lyon.

## Bekende alumni
- Alain Aspect, Frans natuurkundige
- Frédéric Hélein, Frans wiskundige